# القوعة (الزاهر)

تعديل مصدري - تعديل

القوعة هي إحدى قرى عزلة الزاهر بمديرية الزاهر التابعة لمحافظة البيضاء، بلغ تعداد سكانها 239 نسمة حسب تعداد اليمن لعام 2004.